# 4. červenec
4. červenec je 185. den roku podle gregoriánského kalendáře (186. v přestupném roce). Do konce roku zbývá 180 dní. Svátek má Prokop.

## Události

### Česko
- 1204 – Papež Inocenc III. prohlásil sázavského opata Prokopa za svatého.
- 1789 – V Praze vyšlo první číslo Krameriových C. K. poštovských novin.
- 1886 – Proběhla národní slavnost v Břevnově se svěcením sokolského praporu. Pro košířské účastníky složil Alois Matoušek píseň Čtvrtého července.
- 1915 – T. G. Masaryk zveřejnil svou koncepci rozbití rakousko-uherské monarchie a československé samostatnosti.
- 1925 – Při vichřici zanikla Národní lípa, památný strom v Libníkovicích.
- 1945 – Vydána vyhláška o mzdovém zrovnoprávnění žen.
- 1947 – Československá vláda rozhodla o připojení republiky k tzv. Marshallovu plánu hospodářské rekonstrukce evropských zemí poškozených válkou, jenž byl připravován zejména vládou USA.
- 1951 – Americký novinář William Nathan Oatis byl v Praze odsouzen za špionáž.
- 1958 – Rozvodněná říčka Smědá u Frýdlantu podemlela železniční trať, při následné nehodě osobního vlaku z Liberce na převrácené lokomotivě zahynuli tři lidé.
- 1967 – Nově otevřené kino Alfa v Praze na Václavském náměstí se stalo prvním pražským 70mm kinem.
- 1968 – Vedení KSČ bylo pozváno do Varšavy na jednání s ostatními zeměmi Varšavské smlouvy o poměrech v ČSSR.
- 1987 – Martina Navrátilová získala svůj 6. wimbledonský titul v řadě, když porazila Steffi Grafovou.
- 2025 – Porucha na lince V411 pro vedení zvláště vysokého napětí 400 kV mezi rozvodnami Výškov a Hradec v Ústeckém kraji způsobila dominovým efektem několikahodinový výpadek elektřiny ve velké části republiky.

### Svět
- 1054 – V souhvězdí Býka byla pozorována supernova, jejíž zbytky dnes tvoří Krabí mlhovinu.
- 1187 – Saladin porazil vojsko jeruzalémského krále Guye de Lusignan v bitvě u Hattínu.
- 1456 – Začalo osmnáctidenní obléhání Bělehradu osmanskými vojsky.
- 1610 – V bitvě u Klušina zvítězila polská jízda nad ruskou a švédskou armádou.
- 1630 – Švédská válka, čtvrtá fáze třicetileté války, zahájená vyloděním švédského krále Gustava II. Adolfa v Německu.
- 1776 – Americký kongres schválil Deklaraci nezávislosti Spojených států amerických.
- 1837 – První dálková železniční trať na světě zahájila činnost mezi britskými městy Birmingham a Liverpool.
- 1862 – Lewis Carroll vzal na piknik Alici Lidellovou, která ho v jeho průběhu požádala, aby vyprávěl nějaký zábavný příběh.
- 1863 – Americká občanská válka: Generál Ulysses S. Grant s armádou Unie dobyl konfederační město Vicksburg.
- 1865 – Vydána Alenka v říši divů.
- 1902 – Oficiálně byla ukončena filipínsko-americká válka.
- 1946 – Filipíny získaly nezávislost.
- 1950 – Zahájilo vysílání rádio Svobodná Evropa.
- 1961 – Při poruše jaderného reaktoru na sovětské ponorce K-19 zemřelo 8 námořníků a v následujících dvou letech na ozáření dalších 14 lidí.
- 1976 – Izraelské komando osvobodilo většinu rukojmích, které na ugandském letišti v Entebbe drželi propalestinští teroristé.
- 1977 – Jih Francie a velkou část Švýcarska zasáhly silné bouře, průtrže mračen a následné bleskové povodně. Švýcarský kanton Uri byl vládou prohlášen za oblast katastrofy.
- 1997 – Americká sonda Mars Pathfinder přistála na Marsu.
- 2006 – Raketoplán Space Shuttle Discovery odstartoval v rámci mise STS-121.
- 2012 – V CERNu oznámili objev Higgsova bosonu. Objev byl uskutečněn ve velkém hadronovém urychlovači.

## Narození
Viz též Kategorie:Narození 4. července — automatický abecedně řazený seznam.

### Česko

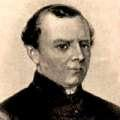
Prokop František Šedivý (* 1764)

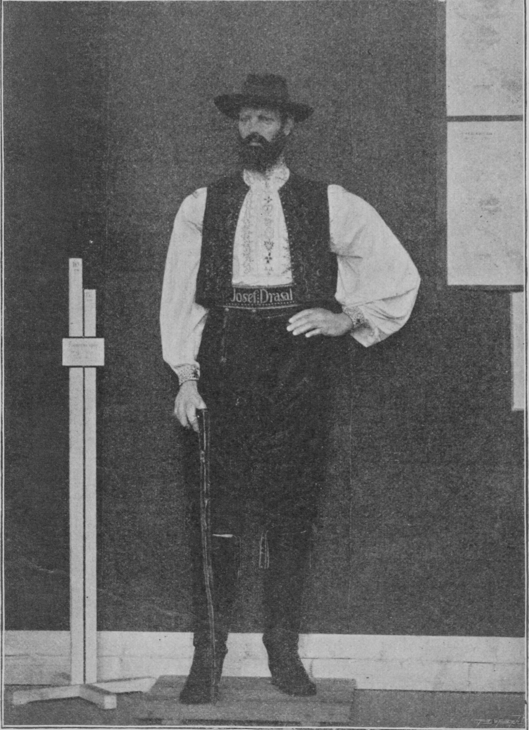
Josef Drásal (* 1841)

- 1764 – Prokop František Šedivý, spisovatel, buditel a herec († asi 1810)
- 1803 – Jakub Kolečko, patolog a soudní lékař († 13. března 1847)
- 1829 – Bohuslav Chotek z Chotkova, šlechtic a diplomat († 11. října 1896)
- 1831 – Josef Sokol, pedagog a politik († 4. dubna 1912)
- 1841 – Josef Drásal, údajně nejvyšší člověk v Česku († 16. prosince 1886)
- 1855 – Bedřich Procházka, matematik († 3. ledna 1934)
- 1857 – Karel Pařík, architekt († 16. června 1942)
- 1870 – Vladimír Fischer, architekt († 28. října 1947)
- 1884 – Oldra Sedlmayerová, básnířka, blízká přítelkyně T. G. Masaryka († 6. června 1954)
- 1905 – Karel Kupka, malíř – krajinář († 21. června 1971)
- 1907 – Bohumil Joska, fotbalový útočník a reprezentant († 25. července 1979)
- 1910 – Antonín Ivanský, ostravský sochař († 8. ledna 2000)
- 1912
  - Kamil Bednář, básník a překladatel († 23. května 1972)
  - Jaroslav Malina, skladatel populární hudby a kapelník († 24. října 1988)
- 1916 – Jindřich Zahradník, ekonom a politik († červen 1992)
- 1924
  - Libuše Domanínská, operní pěvkyně († 2. února 2021)
  - Oldřich Lipský, režisér, herec a scenárista († 19. října 1986)
- 1925 – Viktor Tuček, architekt (21. listopadu 1994)
- 1928 – Zdeněk Přikryl, sochař († 2. dubna 2020)
- 1933 – Vojtěch Adamec, sochař († 28. března 2011)
- 1937 – Václav Matějka, scenárista a režisér a spisovatel
- 1939 – Libor Hrazdílek, fotbalista a trenér
- 1941 – Pavel Sedláček, rockový zpěvák, kytarista a skladatel
- 1945 – Miloslav Topinka, básník a esejista
- 1946 – Anna Gavendová, orientační běžkyně
- 1947 – Jiří Slíva, výtvarník
- 1948 – Jiří Pernes, historik († 21. května 2025)
- 1953 – Milan Chalupa, hokejový obránce a trenér
- 1954 – Vladimír Koza, lékař, hematoonkolog († 18. června 2012)
- 1967 – Renáta Kellnerová, manažerka
- 1971 – Rostislav Hertl, fotbalový záložník
- 1972 – Tomio Okamura, politik
- 1977 – Michal Horáček, orientační běžec
- 1978 – Petr Burda, basketbalista
- 1980 – Martin Palán, zpěvák, herec a moderátor
- 1982
  - Jakub Hlaváček, bouldrista a sportovní lezec
  - Martin Vráblík, alpský lyžař a olympionik
- 1992 – Barbora Kašpárková, basketbalistka

### Svět

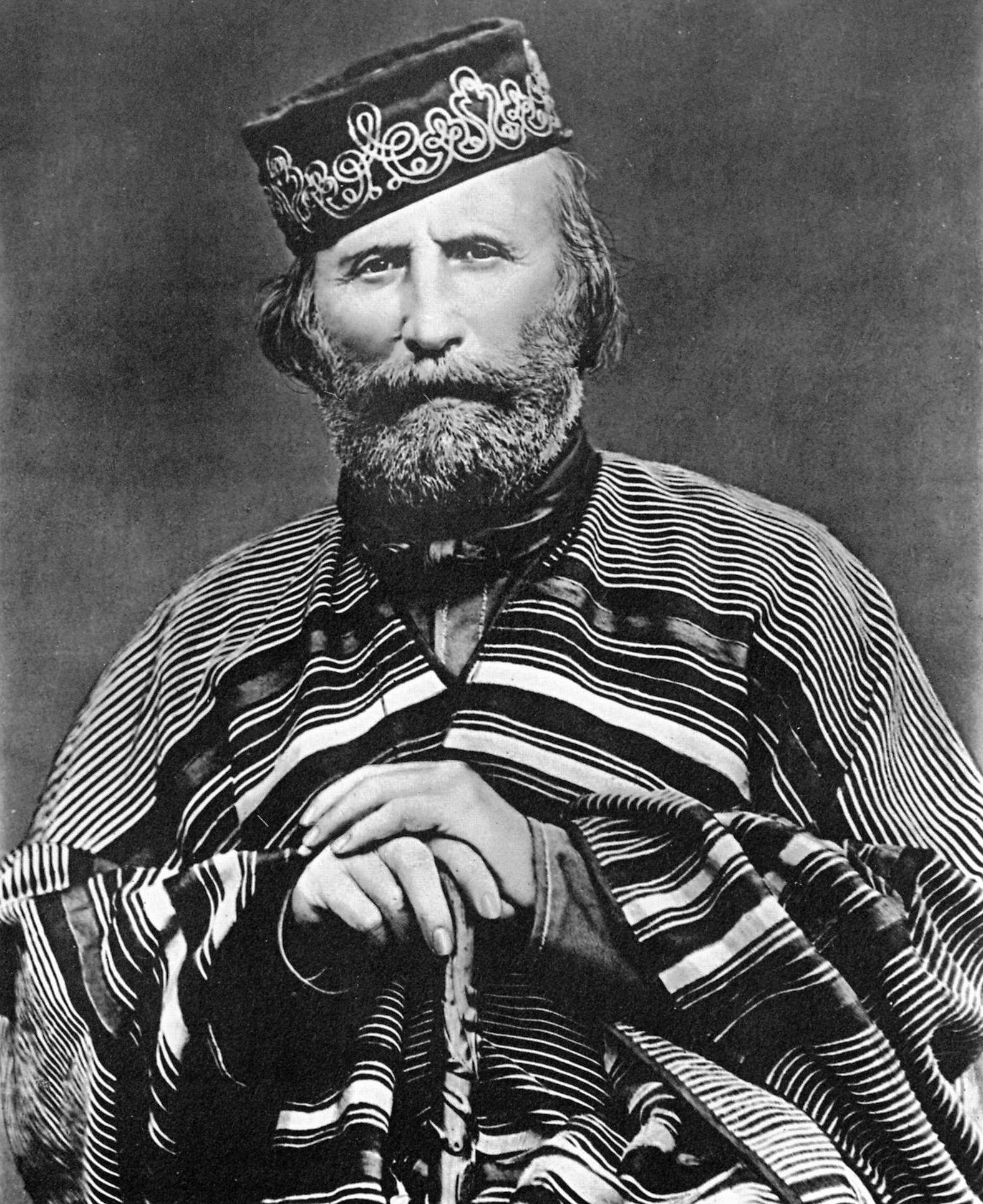
Giuseppe Garibaldi (* 1807)

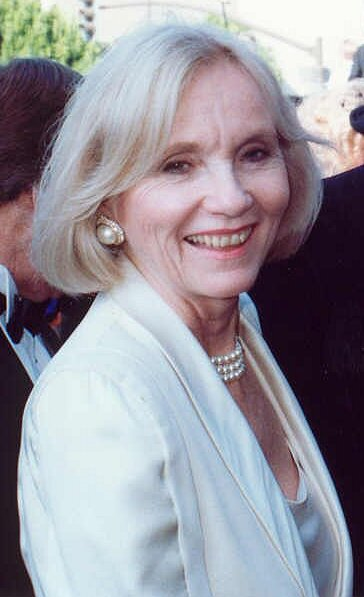
Eva Marie Saint (* 1924)

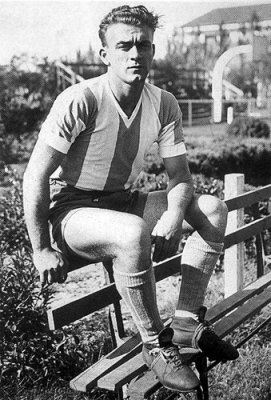
Alfredo Di Stéfano (* 1926)

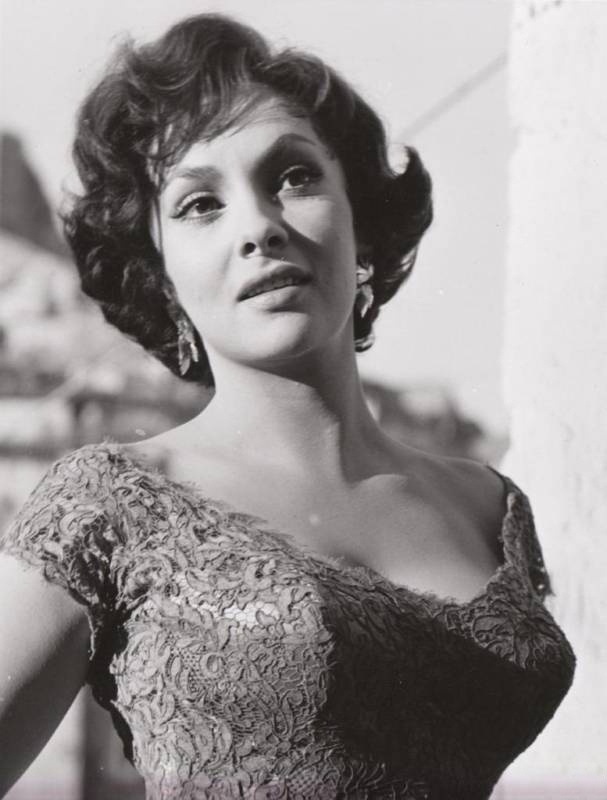
Gina Lollobrigida (* 1927)

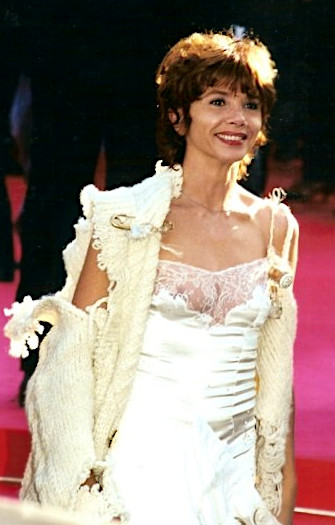
Victoria Abrilová (* 1959)

- 1095 – Usáma Ibn Munkiz, severosyrský emír, válečník, politik, dvořan a spisovatel († 16. listopadu 1188)
- 1546 – Murad III., osmanský sultán († 16. ledna 1595)
- 1587 – Magdalena Bavorská, neuburská falckraběnka († 25. září 1628)
- 1666 – Karel Stuart, vévoda z Kendalu, syn anglického krále Jakuba II. Stuarta († 22. května 1667)
- 1743 – Vicente Requeno, španělský archeolog († 16. února 1811)
- 1753 – Jean-Pierre Blanchard, francouzský průkopník balonové vzduchoplavby († 7. března 1809)
- 1790 – George Everest, britský voják a geodet, po němž byla pojmenována nejvyšší hora světa Ču-mu-lang-ma na Mount Everest († 1866)
- 1799 – Oskar I., švédský a norský král († 8. července 1859)
- 1804
  - Friedrich Moritz von Burger, ministr námořnictva Rakouského císařství († 2. října 1873)
  - Nathaniel Hawthorne, americký spisovatel († 1864)
- 1807 – Giuseppe Garibaldi, italský revolucionář († 1882)
- 1815 – Pavel Fedotov, ruský malíř († 26. listopadu 1852)
- 1822 – Julian Dunajewski, předlitavský ekonom a politik († 27. prosince 1907)
- 1842 – Hermann Cohen, německý židovský filosof († 4. dubna 1918)
- 1845
  - Thomas Barnardo, britský zakladatel dětských domovů († 19. září 1905)
  - Pál Szinyei Merse, slovenský malíř († 2. února 1920)
- 1854 – Victor Babeș, rumunský lékař, biolog a bakteriolog († 19. října 1926)
- 1855 – Vlaho Bukovac, chorvatský malíř († 23. dubna 1922)
- 1856 – Edmund Téry, uherský lékař a horolezec († 11. září 1917)
- 1862 – Joseph Adamowski, americko-polský violoncellista († 8. května 1930)
- 1868 – Henrietta Swan Leavittová, americká astronomka († 12. prosince 1921)
- 1872 – Calvin Coolidge, 30. prezident USA († 1933)
- 1880 – Vojtech Tuka, předseda vlády první slovenské republiky († 20. srpna 1946)
- 1881 – Ber Borochov, marxisticko-sionistický vůdce a spisovatel († 17. prosince 1917)
- 1896 – Mao Tun, čínský spisovatel, ministr kultury († 27. března 1981)
- 1899 – Benjamin Péret, francouzský básník († 18. září 1959)
- 1900
  - Robert Desnos, francouzský básník († 8. června 1945)
  - Alfred Rust, německý archeolog († 14. srpna 1983)
- 1902 – Meyer Lansky, americký gangster († 15. ledna 1983)
- 1903 – Corrado Bafile, italský vatikánský diplomat, kardinál († 3. února 2005)
- 1904 – George Snowden, americký černošský tanečník († květen 1982)
- 1905 – Lionel Trilling, americký literární teoretik a kritik († 5. listopadu 1975)
- 1907 – John Anderson, americký olympijský vítěz v hodu diskem († 11. července 1948)
- 1910
  - Robert K. Merton, americký sociolog († 23. února 2003)
  - Gloria Stuartová, americká herečka († 2010)
- 1917 – Manolete, španělský toreador († 29. srpna 1947)
- 1919 – Juraj Daniel-Szabó, slovenský fyzik († 23. listopadu 1990)
- 1921
  - Stein Rokkan, norský politolog a sociolog († 22. července 1979)
  - Augustín Kubán, slovenský herec († 30. prosince 1986)
  - Gérard Debreu, francouzský ekonom a matematik, Nobelova cena 1983 († 31. prosince 2004)
- 1922 – Emile Zuckerkandl, americký evoluční biolog rakouského původu († 9. listopadu 2013)
- 1923 – Perec Goldstein, židovský příslušník protinacistického odboje († 1. března 1945)
- 1924 – Eva Marie Saint, americká herečka
- 1925 – Ciril Zlobec, slovinský spisovatel a politik († 24. srpna 2018)
- 1926
  - Helmut Rix, německý jazykovědec († 9. července 2004)
  - Alfredo Di Stéfano, argentinsko-španělský fotbalista a trenér († 7. července 2014)
- 1927 – Gina Lollobrigida, italská herečka († 16. ledna 2023)
- 1928
  - Giampiero Boniperti, italský fotbalista, fotbalový funkcionář a politik († 18. června 2021)
  - Manfred Kochen, americký informatik rakouského původu († 7. ledna 1989)
  - Jürgen Moser, německý matematik († 17. prosince 1999)
- 1929 – Darío Castrillón Hoyos, kolumbijský kardinál († 18. května 2018)
- 1932 – Hamid Rezá Pahlaví, íránský princ († 12. července 1992)
- 1937 – Sonja Norská, norská královna jako manželka Haralda V.
- 1938
  - Bill Withers, americký skladatel, muzikant a zpěvák († 30. března 2020)
  - Mike Mainieri, americký jazzový vibrafonista
- 1940 – Tony Tarantino, americký herec
- 1941 – Tomaž Šalamun, slovinský básník (27. prosince 2014)
- 1943 – Alan Wilson, americký zpěvák († 3. září 1970)
- 1944 – Harvey Brooks, americký baskytarista, hudební producent a skladatel
- 1945 – Stanisław Ryłko, polský kardinál
- 1947 – Igor Kapišinský, slovenský astronom a překladatel († 9. září 2014)
- 1948
  - Jeremy Spencer, britský kytarista
  - Katalin Thuróczy, maďarská spisovatelka
- 1949 – Horst Seehofer, ministerský předseda Bavorska
- 1951 – Slavica Djukićová Dejanovićová, předsedkyně Národního shromáždění Srbska
- 1952 – Álvaro Uribe, prezident Kolumbie
- 1955 – John Waite, anglický rockový zpěvák a hudebník
- 1957 – Krzysztof Putra, polský politik († 2010)
- 1959 – Victoria Abrilová, španělská herečka a zpěvačka
- 1973 – Ana María Orozco, kolumbijská herečka
- 1976 – Daidžiró Kato, japonský motocyklový závodník († 2003)
- 1977 – Alborosie, italsko-jamajský reggae zpěvák
- 1995 – Post Malone, americký zpěvák, rapper a kytarista

## Úmrtí
Viz též Kategorie:Úmrtí 4. července — automatický abecedně řazený seznam.

### Česko

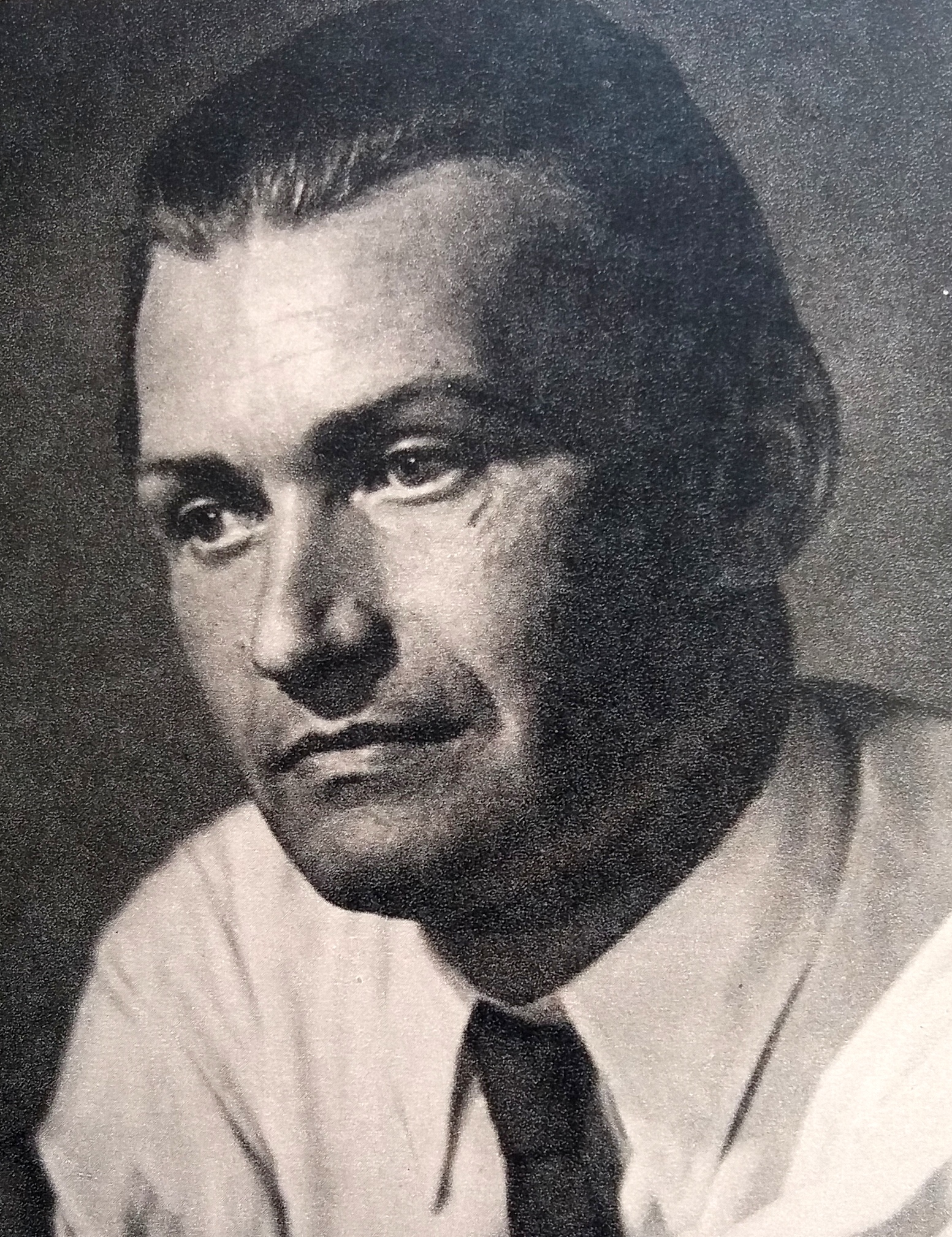
Ladislav Boháč († 1978)

- 1307 – Rudolf Habsburský, král (* cca 1281)
- 1832 – Antonín Josef Zíma, spisovatel, buditel a knihtiskař (* 12. května 1763)
- 1842 – Nehemias Trebitsch, moravsko-slezský zemský rabín (* 14. srpna 1779)
- 1870 – František Petr Krejčí, biskup pražský a politik (* 27. června 1796)
- 1879 – František Kralert, lékař a politik (* 27. listopadu 1812)
- 1883 – Amalie Mánesová, malířka (* 21. ledna 1817)
- 1894 – Karel Hron, funkcionář Sokola (* 11. listopadu 1869)
- 1906 – Josef Hessoun, kněz, „Apoštol amerických Čechů“ (* 8. srpna 1830)
- 1929 – Antonín Čapek, báňský a lázeňský lékař (* 26. července 1855)
- 1936 – Jan Jakubec, literární historik a kritik (* 11. květen 1862)
- 1938 – Julius Brach, šachista (* 9. ledna 1881)
- 1948 – Richard Teschner, malíř, řezbář, libretista a hudební skladatel (* 22. března 1879)
- 1951 – Anton Schalk, rakouský český politik (* 22. května 1868)
- 1956 – Josef Lukeš, politik (* 18. května 1870)
- 1957 – Josef Bubník, politik (* 14. května 1879)
- 1960 – Bedřich Blažek, malíř (* 5. března 1901)
- 1961 – Leopold Koubek, geodet a politik (* 27. října 1882)
- 1967 – Ondřej Sekora, malíř a spisovatel, autor Ferdy Mravence (* 25. září 1899)
- 1968 – Ernst Mühlstein, architekt (* 11. června 1893)
- 1970 – Karel Sokolář, fotbalový reprezentant (* 7. dubna 1907)
- 1974 – Ladislav Fouček, reprezentant v dráhové cyklistice, olympionik (* 10. prosince 1930)
- 1978 – Ladislav Boháč, herec a režisér (* 14. dubna 1907)
- 1982 – Karel Valdauf, skladatel (* 25. října 1913)
- 1983 – Petr Kopta, básník a překladatel (* 5. dubna 1927)
- 1988 – Aloys Skoumal, překladatel (* 19. června 1904)
- 1991 – Bohumil Šimonovský, kněz, politický vězeň (* 19. září 1913)
- 1994 – Vlastimil Smolík, dostihový jezdec (* 8. března 1945)
- 2000 – Vladimír Ráž, herec (* 1. července 1923)
- 2001 – Bedřich Havlík, violoncellista a pedagog (* 6. prosince 1936)
- 2015 – Aleš Jarý, herec (* 26. února 1958)
- 2017
  - Petr Pelzer, herec (* 1. května 1941)
  - Jiří Svetozar Kupka, spisovatel (* 28. září 1921)
- 2019 – Vladimír Kučera, novinář, publicista a scenárista (* 3. dubna 1947)
- 2024 – Josef Dovalil, vysokoškolský pedagog a sportovní činovník (* 10. června 1944)

### Svět

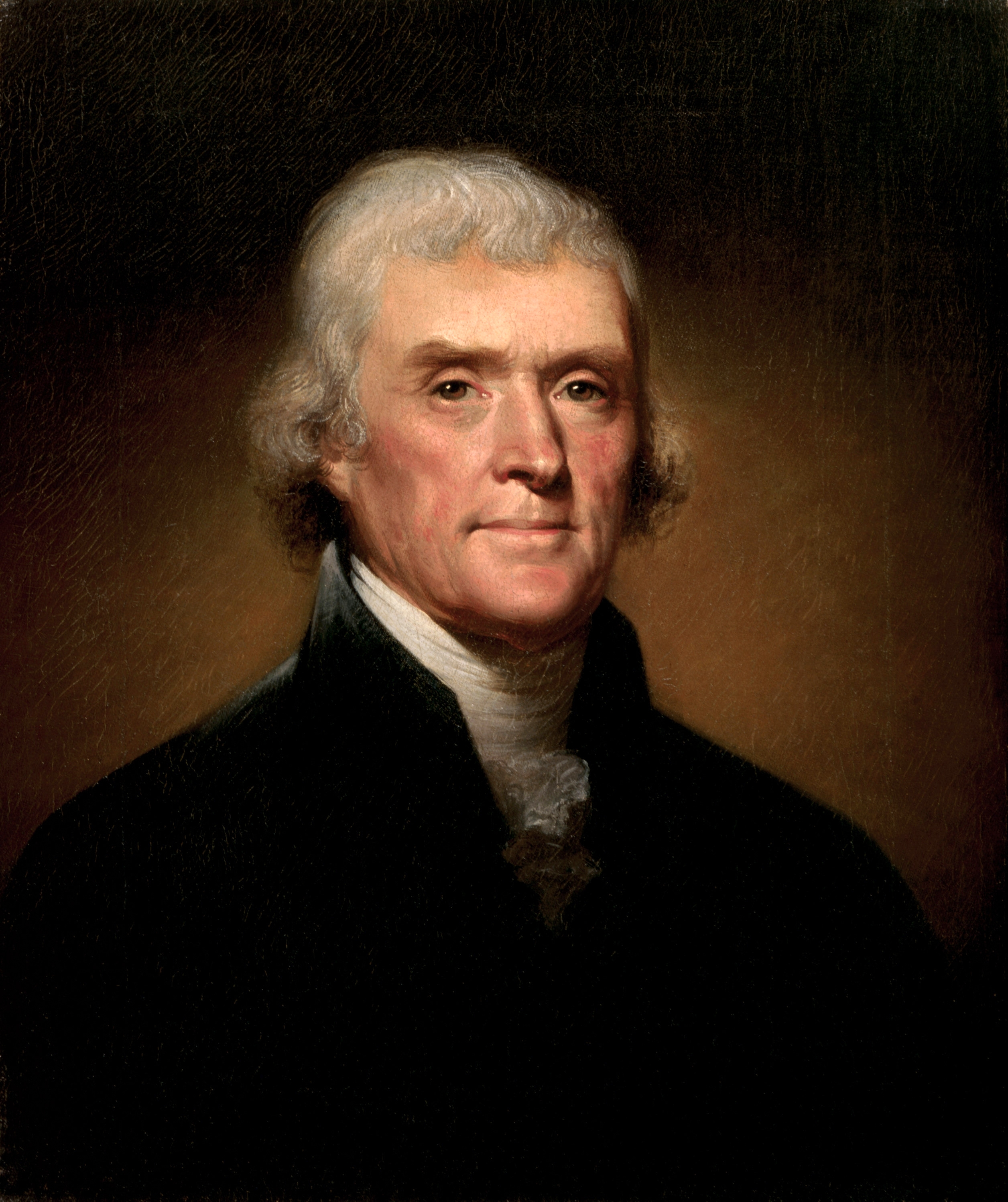
Thomas Jefferson († 1826)

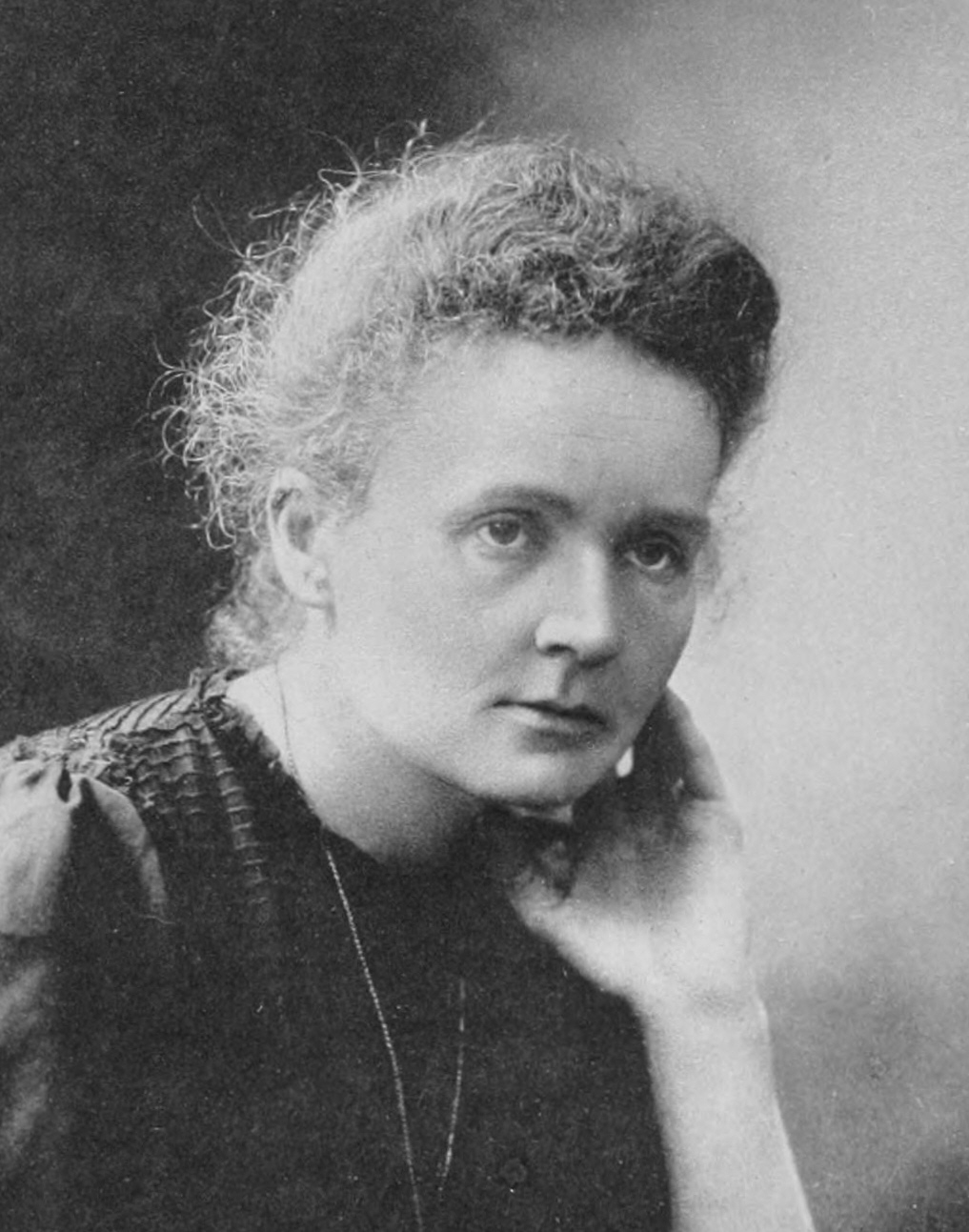
Marie Curie-Skłodowská († 1934)

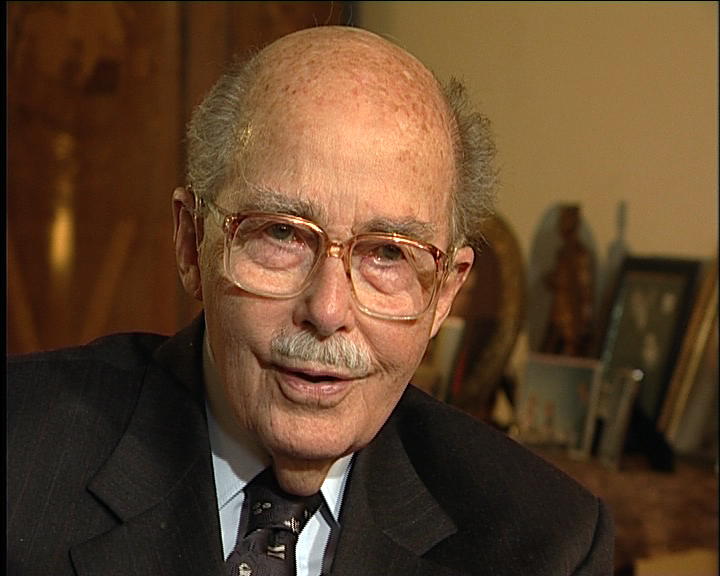
Otto von Habsburg († 2011)

- 0965 – Benedikt V., papež (* ?)
- 1336 – Svatá Alžběta Portugalská, portugalská královna (* 1271)
- 1546 – Chajruddín Barbarossa, osmanský pirát a korzár (* mezi 1467 a 1475)
- 1603 – Philippe de Monte, vlámský hudební skladatel (* 1521)
- 1623 – William Byrd, anglický resenesanční hudební skladatel (* ? 1543)
- 1761 – Samuel Richardson, anglický spisovatel (* 19. srpna 1689)
- 1780 – Karel Alexandr Lotrinský, velmistr Řádu německých rytířů (* 1712)
- 1806 – Charles-Henri Sanson, francouzský kat (* 15. února 1739)
- 1815 – Eberhard August Wilhelm von Zimmermann, německý geograf a zoolog (* 17. srpna 1743)
- 1821 – Richard Cosway, přední anglický portrétní malíř doby nazývané v Anglii regentství (* 5. listopadu 1742)
- 1826
  - John Adams, druhý prezident Spojených států amerických (* 30. října 1735)
  - Thomas Jefferson, třetí prezident Spojených států amerických (* 13. dubna 1743)
- 1831
  - Louis Alexandre Andrault de Langeron, ruský generál francouzského původu (* 13. ledna 1763)
  - James Monroe, americký prezident (* 28. dubna 1758)
- 1848 – François René de Chateaubriand, francouzský spisovatel a diplomat (* 4. září 1768)
- 1850 – William Kirby, anglický entomolog (* 19. září 1759)
- 1851 – Martin-Joseph Mengal, belgický hornista, dirigent, skladatel (* 27. ledna 1784)
- 1876 – Adolf Svätopluk Osvald, slovenský spisovatel (* 12. května 1839)
- 1881 – Johan Vilhelm Snellman, finský filozof, novinář a státník (* 12. května 1806)
- 1885 – Alexandr Württemberský, děd britské královny Marie z Tecku (* 9. září 1804)
- 1888 – Theodor Storm, německý spisovatel a básník (* 14. září 1817)
- 1891 – Hannibal Hamlin, 15. viceprezident USA (* 27. srpna 1809)
- 1896 – Marcelo H. del Pilar, filipínský spisovatel a novinář (* 30. srpna 1850)
- 1900 – Alexander Skene, skotský gynekolog (* 17. června 1837)
- 1901 – Peter Guthrie Tait, skotský matematik a fyzik (* 28. dubna 1831)
- 1902 – Svámí Vivékánanda, indický filozof, zpěvák a básník (* 12. ledna 1863)
- 1905 – Élisée Reclus, francouzský geograf a anarchista (* 15. března 1830)
- 1910
  - Giovanni Schiaparelli, italský astronom (* 14. března 1835)
  - Melville Fuller, americký právník a politik (* 11. února 1833)
- 1920 – Max Klinger, německý sochař, malíř a grafik (* 18. února 1857)
- 1921 – Antoni Grabowski, polský inženýr a esperantista (* 11. června 1857)
- 1925 – bl. Pier Giorgio Frassati, katolický aktivista (* 6. dubna 1901)
- 1934
  - Chajim Nachman Bialik, izraelský národní básník (* 9. ledna 1873)
  - Marie Curie-Skłodowská, francouzská fyzička a chemička polského původu (* 1867)
- 1935 – Leopold Ferdinand Salvátor, syn Ferdinanda IV. Toskánského (* 2. prosince 1868)
- 1938
  - Suzanne Lenglenová, francouzská tenistka (* 24. května 1899)
  - Otto Bauer, rakouský politik, představitel a teoretik austromarxismu (* 5. září 1881)
- 1940 – Marie Louisa hraběnka Larischová-Wallersee, dcera Ludvíka Viléma Bavorského (* 24. února 1858)
- 1941 – Tadeusz Boy-Żeleński, polský lékař, spisovatel a překladatel (* 21. prosince 1874)
- 1942 – Marcellin Boule, francouzský paleoantropolog a paleontolog (* 1. ledna 1861)
- 1943 – Władysław Sikorski, generál a předseda polské exilové vlády (* 20. května 1881)
- 1945 – Cyprián Majerník, slovenský malíř (* 24. listopadu 1909)
- 1946 – Othenio Abel, rakouský geolog a paleontolog a evoluční biolog (* 20. června 1875)
- 1953 – Jean Becquerel, francouzský fyzik (* 1878)
- 1969 – Henri Decoin, francouzský spisovatel, scenárista a režisér (* 18. března 1890)
- 1970 – Barnett Newman, americký malíř (* 29. ledna 1905)
- 1974 – Amín al-Husajní, arabský nacionalista a muslimský vůdce (* 1895)
- 1976 – Jonatan Netanjahu, izraelský voják a národní hrdina (* 13. května 1946)
- 1978 – Carola Braunbocková, německá herečka (* 9. ledna 1924)
- 1980 – Gregory Bateson, britský a americký biolog a antropolog (* 9. května 1904)
- 1985
  - Haakon Maurice Chevalier, americký spisovatel (* 10. září 1901)
  - Jan de Quay, premiér Nizozemska (* 26. srpna 1901)
- 1992 – Ástor Piazzolla, argentinský hudební skladatel a hráč na bandoneon (* 11. března 1921)
- 1993 – Alston Scott Householder, americký matematik a biolog (* 5. května 1904)
- 1998 – Kurt Franz, velitel vyhlazovacího tábora Treblinka (* 17. ledna 1914)
- 2002 – Laurent Schwartz, francouzský matematik (* 5. března 1915)
- 2003 – Barry White, americký zpěvák (* 1944)
- 2005 – John Stubblefield, americký jazzový saxofonista (* 4. února 1945)
- 2006 – Lars Korvald, premiér Norska (* 29. dubna 1916)
- 2008 – Janwillem van de Wetering, nizozemský spisovatel (* 12. února 1931)
- 2010 – Jehuda Lahav, izraelský spisovatel, novinář a pedagog slovenského původu (* 17. ledna 1930)
- 2011 – Otto von Habsburg, korunní princ rakouský, český a uherský (* 20. listopadu 1912)
- 2014 – Torill Thorstad Haugerová, norská spisovatelka (* 22. listopadu 1943)
- 2023
  - Georges Bereta, francouzský fotbalista (* 15. května 1946)
  - Jenő Jandó, maďarský klavírista (* 1. února 1952)

## Svátky

### Česko
- Prokop, Prokopa
- Ramon
- Ulrich, Ulrika
- Donald

### Svět
- USA: Den nezávislosti (1776)
- Filipínsko-americký den přátelství
- Zambie – Den spojení
- Lesotho – Den rodin
- Tonga – Královy narozeniny
- Itálie – Garibaldiho den
- Kajmanské ostrovy – Den ústavy
- Bahamy – Královniny narozeniny

## Pranostiky

### Česko
- Prší-li na Medarda a Prokopa, shnije mandel i kopa.
- Déšť na Prokopa – zmokne každá kopa.
- Když prší na svatého Prokopa, zmokne každá kopa.
- Prokop – zelí okop!
- Svatý Prokop – štěpy okop!
- Svatý Prokop hřiba nakop.
- Svatý Prokop kořen nakop, Jakob kořen dokop.
- Prší-li na Prokopa, promokne každá kopa.
- Prší-li na Prokopa, bude zelený mandel a bílá kopa.
- Svatý Prokop seje houby.
- Svatý Prokop houby rozkop.
- Svatý Prokop kobzole (řepu, zelí) okop.
- Do svatého Prokopa zmizí z luk každá kopa.
- Svatý Prokop seje boby.
- Svatého Prokopa den – nešťastný den (narážku na pověru, že v tento den se 7 lidí utopí, 7 oběsí, 7 bude zasypáno atd.).

| 4. červenec v pražském KlementinuÚdaje jsou platné k 8. 7. 2025. | 4. červenec v pražském KlementinuÚdaje jsou platné k 8. 7. 2025. | 4. červenec v pražském KlementinuÚdaje jsou platné k 8. 7. 2025. |
| minimum                                                          | denní průměr                                                     | maximum                                                          |
| ---------------------------------------------------------------- | ---------------------------------------------------------------- | ---------------------------------------------------------------- |
| 7,8 °C (1962)                                                    | 18,9 °C (od 1961)                                                | 36,1 °C (1957)                                                   |